# 津軽海峡フェリー
津軽海峡フェリー株式会社（つがるかいきょうフェリー）は、北海道函館市に本社を置く日本の海運会社。

## 概要
天塩町で創業し函館を拠点に木材・石炭輸送を行っていた「吉野谷海運」を経営する吉野谷義徳が中心となり、吉野谷と戦前に樺太航路で競合し交友のあった蔦井與三吉が経営する東日本フェリーとの共同出資で、東日本フェリーの内航船事業の近代化や吉野谷海運の貨物船「歓栄丸」の更新、トラック航送事業による体質改善を目的として1972年に東日本フェリーグループの「道南自動車フェリー」として創立。函館 - 青森間の自動車航走貨物定期航路事業を展開し、その後2000年10月の海上運送法の改正により一般旅客定期航路の許可を得て旅客航路事業も開始した。
2008年に東日本フェリーの事業不振に伴うグループ内の事業再編に伴い、同社が最後まで運航していた3航路の譲渡が検討された。しかし、道南自動車フェリーが従来から運航する函館 - 青森航路以外の2航路（函館 - 大間航路、青森 - 室蘭航路）については航路の維持にあたり、採算性の点から地元自治体の支援措置を待つ形となった。
2008年9月8日、燃料費の高騰や利用者の伸び悩みにより同年11月末で北海道と青森を結ぶ航路から撤退する東日本フェリーの函館 - 青森航路と、2隻の船舶（びなす・びるご）を継承する計画を発表するとともに、道南自動車フェリーは東日本フェリーの親会社であるリベラホールディングスの傘下に入った。また、同じく撤退航路のうち採算性の問題などから地元自治体の支援措置が模索されていた函館 - 大間航路については同年10月14日、2009年1月から青森県と大間町が支援し1年間の暫定運航とすることで青森県と大間町、東日本フェリー、道南自動車フェリーの4者が合意したことが発表されている。10月17日、同年12月以降の運航については、函館 - 青森航路の増便（継承前の2倍にあたる1日16便）と運賃改定を、函館 - 大間航路は改めて航路の新規開設を行うことが発表された。なお、同じく東日本フェリーが撤退する青森 - 室蘭航路は地元自治体の支援が得られず廃止が表明された。
2008年12月1日、従来から運航していた函館 - 青森航路と函館 - 大間航路の運営を東日本フェリーより継承。2009年3月1日には、運航する2航路に「津軽海峡フェリー」の愛称を導入。2009年11月1日、船舶貸渡業「東日本フェリー」と船舶管理業「東日本シップマネージメント」の2社を吸収合併し、同時に社名を案内名称と同じ「津軽海峡フェリー」に変更した。
イルカのロゴマークは東日本フェリー時代のものをそのまま引き継いでいる。また、本フェリーを利用した鯨類やキタオットセイなどの海獣を海鳥などを対象にした目視調査も行われている。

## 沿革
※航路承継前の歴史については、東日本フェリー#沿革も参照。
- 1972年（昭和47年）
  - 2月23日 - 道南自動車フェリー株式会社として設立。
  - 4月27日 - 函館 - 青森間航路免許取得[7]。
  - 8月24日 - 函館 - 青森航路開業[7]。「恵山丸」を用い函館と青森を結ぶ貨物フェリー航路を運航する[8]。
- 1979年（昭和54年）-「第三恵山丸」が就航[9]。
- 1985年（昭和60年）-「第五恵山丸」が就航[10]。
- 1988年（昭和63年）-「えさん」が就航[11]。
- 2000年（平成12年）10月 -「えさん2000」が就航、旅客航路事業に参入[4]。
- 2008年（平成20年）
  - 11月20日 - 東日本フェリーから引き継ぐ函館 - 青森・函館 - 大間航路の運航が認可される[12]。
  - 12月1日 - 東日本フェリーが運航していた函館 - 青森航路を譲受し、函館 - 大間航路を開設。同社から「びなす」「びるご」「ばあゆ」を譲受し就航する。
- 2009年（平成21年）
  - 3月1日 - 運航する航路の通称として「津軽海峡フェリー」の名称を使用する。
  - 11月1日 - 東日本フェリーおよび東日本シップマネージメントを吸収合併。社名を津軽海峡フェリー株式会社に変更する[5]。
- 2010年（平成22年）7月17日 -「ブルードルフィン」が就航。
- 2013年（平成25年）
  - 4月12日 - 大間港新フェリーターミナルが竣工。
  - 4月18日 - 「大函丸」が就航する。
- 2014年（平成26年）
  - 4月16日 - 「ブルーマーメイド」が就航する。
  - 9月 - 東日本フェリーが室蘭港から撤退する際に発生した室蘭市への岸壁使用料違約金4億8千万円余を完済[13]。
- 2016年（平成28年）
  - 3月11日 -「ナッチャンWorld」を防衛省の特別目的会社「高速マリン・トランスポート」に移管。
  - 10月11日 - 二代目「ブルードルフィン」が就航する[14]。
- 2017年（平成29年）
  - 2月2日 -「ブルードルフィン2」（旧・初代ブルードルフィン）が就航[15]。「えさん2000」が引退し、東日本フェリー譲受前からの船舶を全廃。
  - 3月11日 - 新造船「ブルーハピネス」就航[16]。
  - 12月15日 - 船内無料Wi-Fi「津軽海峡FREE Wi-Fi」の提供を開始[17]。
- 2018年（平成30年）2月11日 -「ナッチャンWorld」が観光船として一般向け運航を再開。
- 2019年（令和元年）12月1日 - 函館・青森港の無人ゲート「スマートチェックイン」施設をリニューアル。契約貨物車と当日予約者への対応を開始[18][19]。
- 2020年（令和2年）
  - 5月22日 -「ブルードルフィン2」が引退。東日本フェリー時代からの船舶を全廃[20]。
  - 6月9日 -「ブルールミナス」が就航する[21][20]。
- 2023年（令和5年）
  - 2月1日 - 室蘭港 - 青森港航路開設を発表[22]。
  - 10月2日[23] - 室蘭 - 青森航路就航、前身の旧東日本フェリーの撤退以来15年ぶりの航路再開となる[22]。
- 2025年（令和7年）
  - 8月8日 - 新造船「ブルーグレイス」就航。
  - 8月9日 - 「ブルールミナス」が定期運航から引退。

## 航路

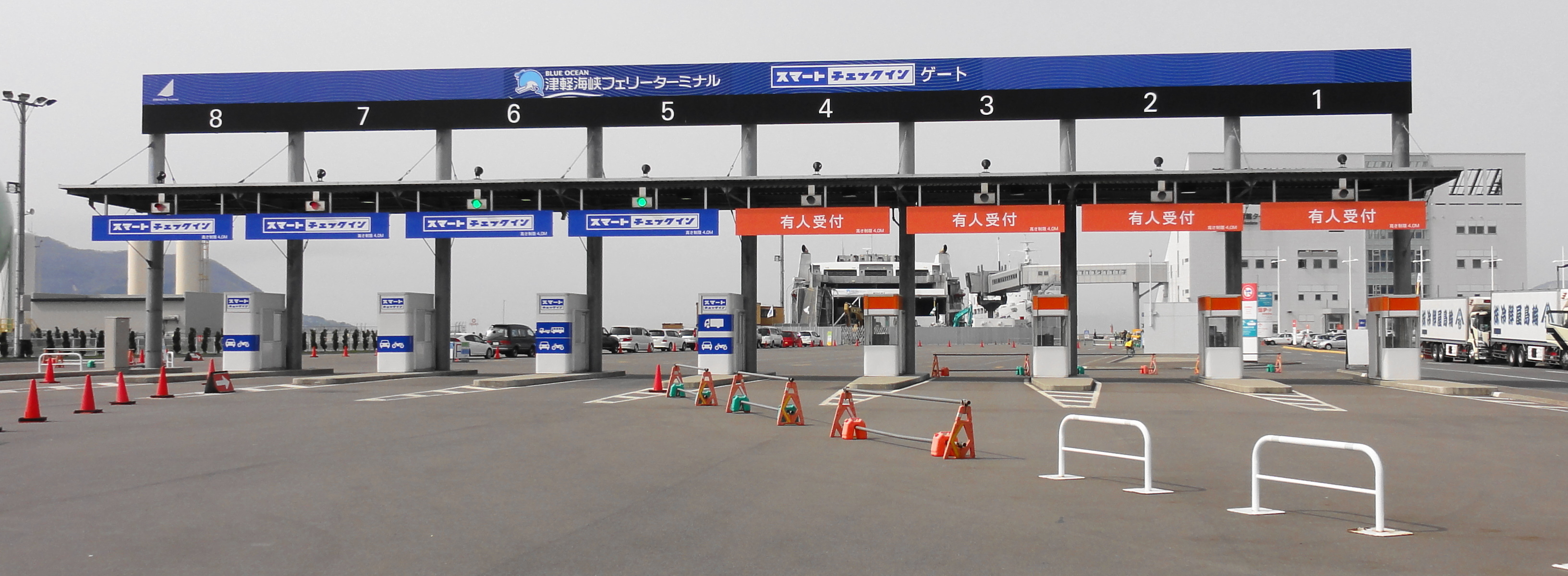
手前：スマートチェックインゲート
右奥：函館フェリーターミナル

函館港 - 青森港
通称「津軽海峡ロード」。1日6往復12便を運航。2008年12月に東日本フェリーから船舶を引き継いだ際増便した。2016年の北海道新幹線開業後には新幹線と比較し安価な運賃もあり旅客の増加が見られたが、一方で貨物量は運転手の休息時間が長時間確保できる八戸-苫小牧航路への移転が生じ減少傾向にある。2023年10月の室蘭-青森航路の就航後は4隻から3隻での運航となり8往復から6往復に減便としたが、将来的に新造船を就航させ8往復に戻す計画としている。
函館港 - 大間港
通称「ノスタルジック航路」。1日2往復4便（行楽シーズンなどは3往復6便）を運航。2008年12月に新規開設（それ以前は東日本フェリーが運航）。国道279号および国道338号の海上区間を成す。
慢性的な赤字により採算性に問題があったことから、航路の再開設時より地元自治体の支援を受けて運航している。また、1988年建造の老朽船が国の定める耐用年数（11年）をはるかに越えたまま就航しており、船体の修理部品さえない状態とされていたことから、航路の支援および2012年度までに新造船を建造する方向性が運航会社および青森県と大間町との間でまず合意された。その後、大間町が新しい船「大函丸」（だいかんまる） を発注・建造し、津軽海峡フェリーが運航する「公設民営方式」で運航を継続することで正式に合意している。なお、この合意には新造船が現船の輸送力を下回らないものとすることや、運航会社が少なくとも新造船の減価償却期間については運航を継続することも盛り込まれている。
収支については、2009年3月から2011年6月まで行われた高速道路の休日割引（上限1,000円）の影響と燃油価格の安定で大幅に改善した。その後2013年から11年間の指定管理期間ではピークの2016年に8500万円の赤字、末期の2022年度時点では約2億円の赤字が生じており、2024年には5年間の指定管理期間延長が決定し大間町6500万円・青森県7500万円・下北地方のむつ市・東通村・風間浦村・佐井村が計2500万円で年間合計1.65億円の指定管理費を負担する枠組みとしている。
室蘭港 - 青森港
1日1往復を運航。2023年10月に新規開設。前身の東日本フェリーが2008年12月まで運航、運転手の時間外労働規制による2024年問題を考慮しトラック運転手の長時間休憩に対応した需要を見込む形で、2023年2月に航路開設を決定。当初週6往復（室蘭発日曜・青森発月曜休航）で運航し、2025年4月1日のダイヤ改正では運休日を撤廃し増便するとともに出港時刻の繰り下げを実施。

## 船舶

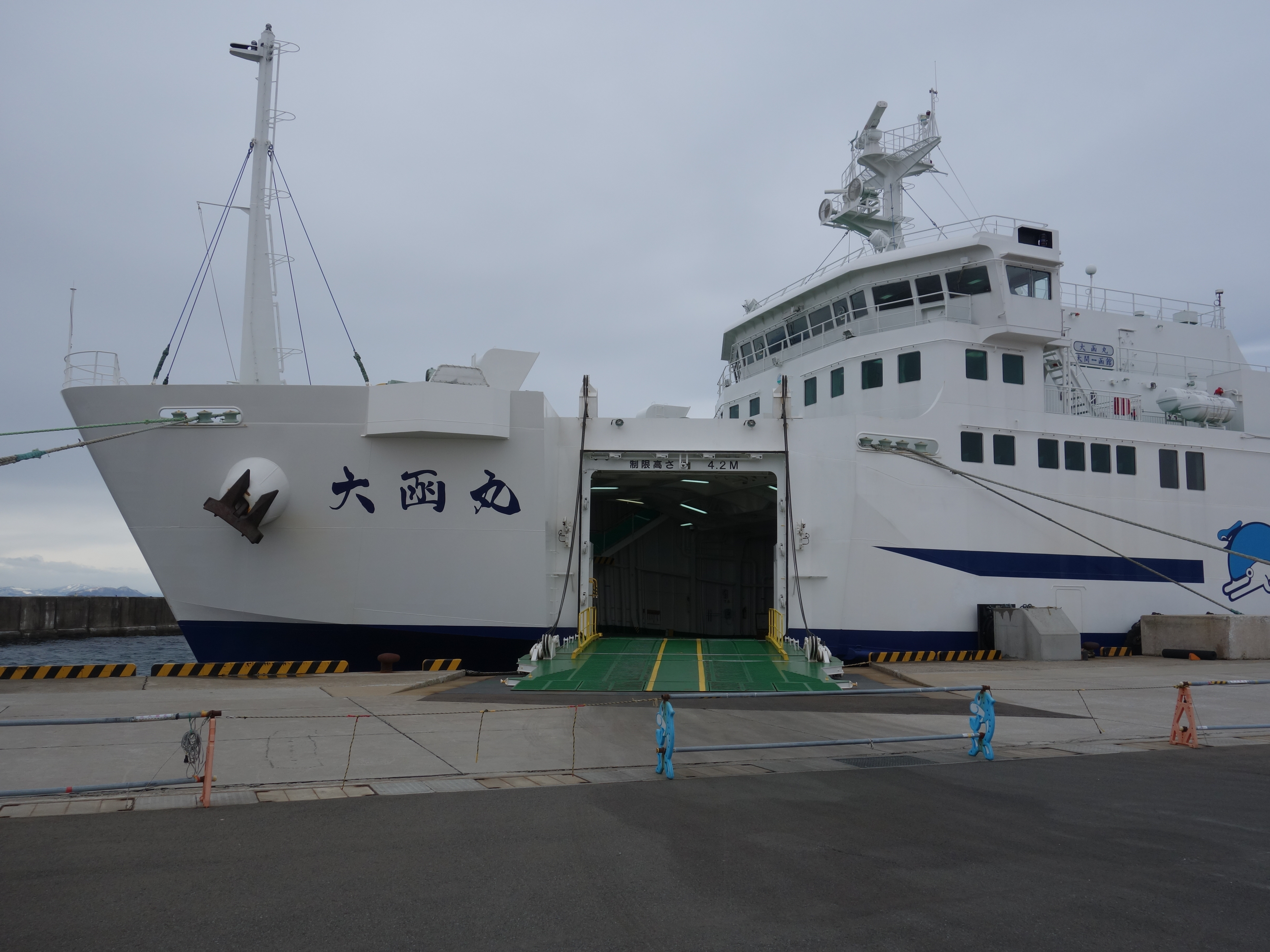
大函丸(２代目) - 大間港

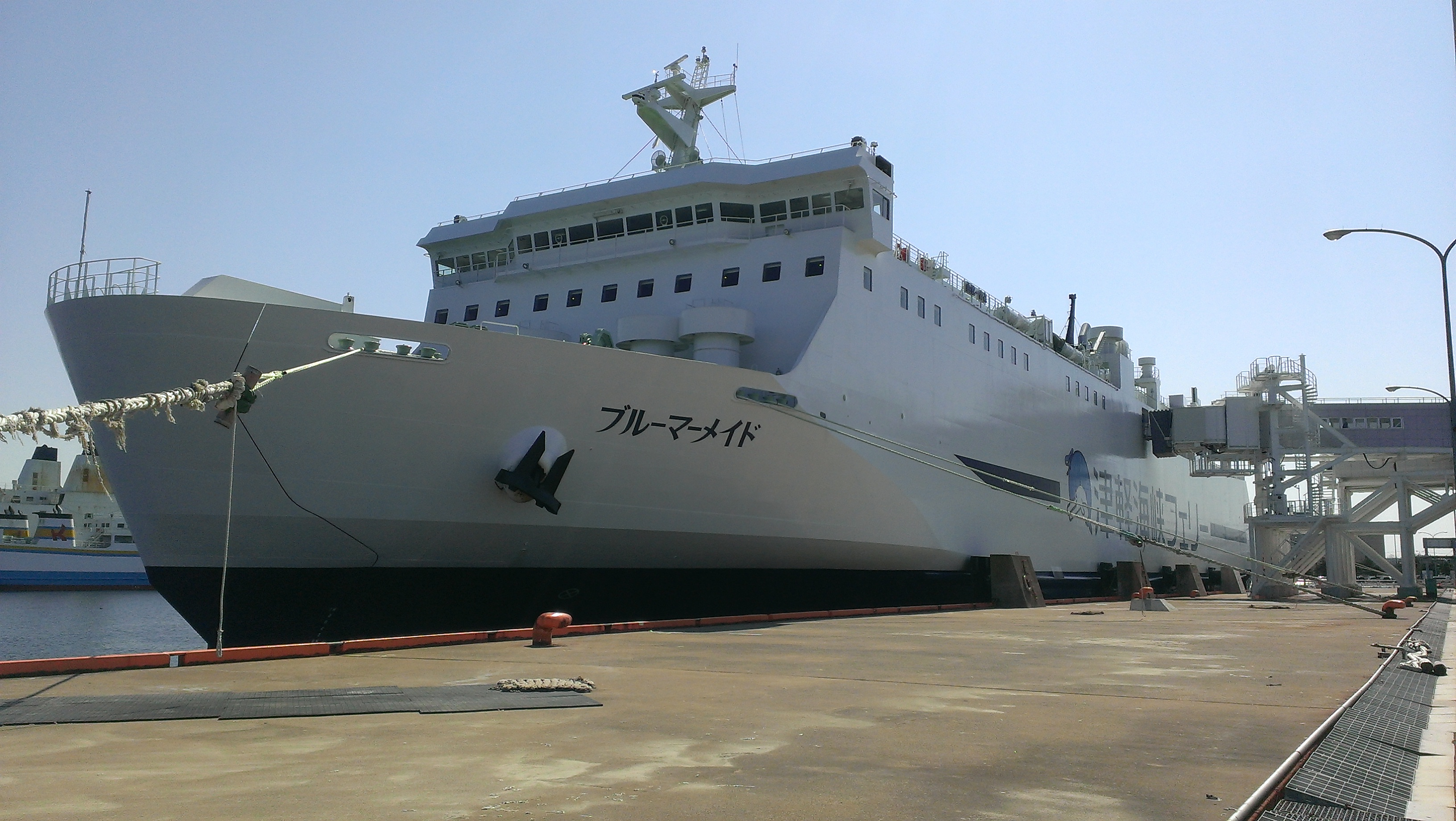
ブルーマーメイド - 青森港

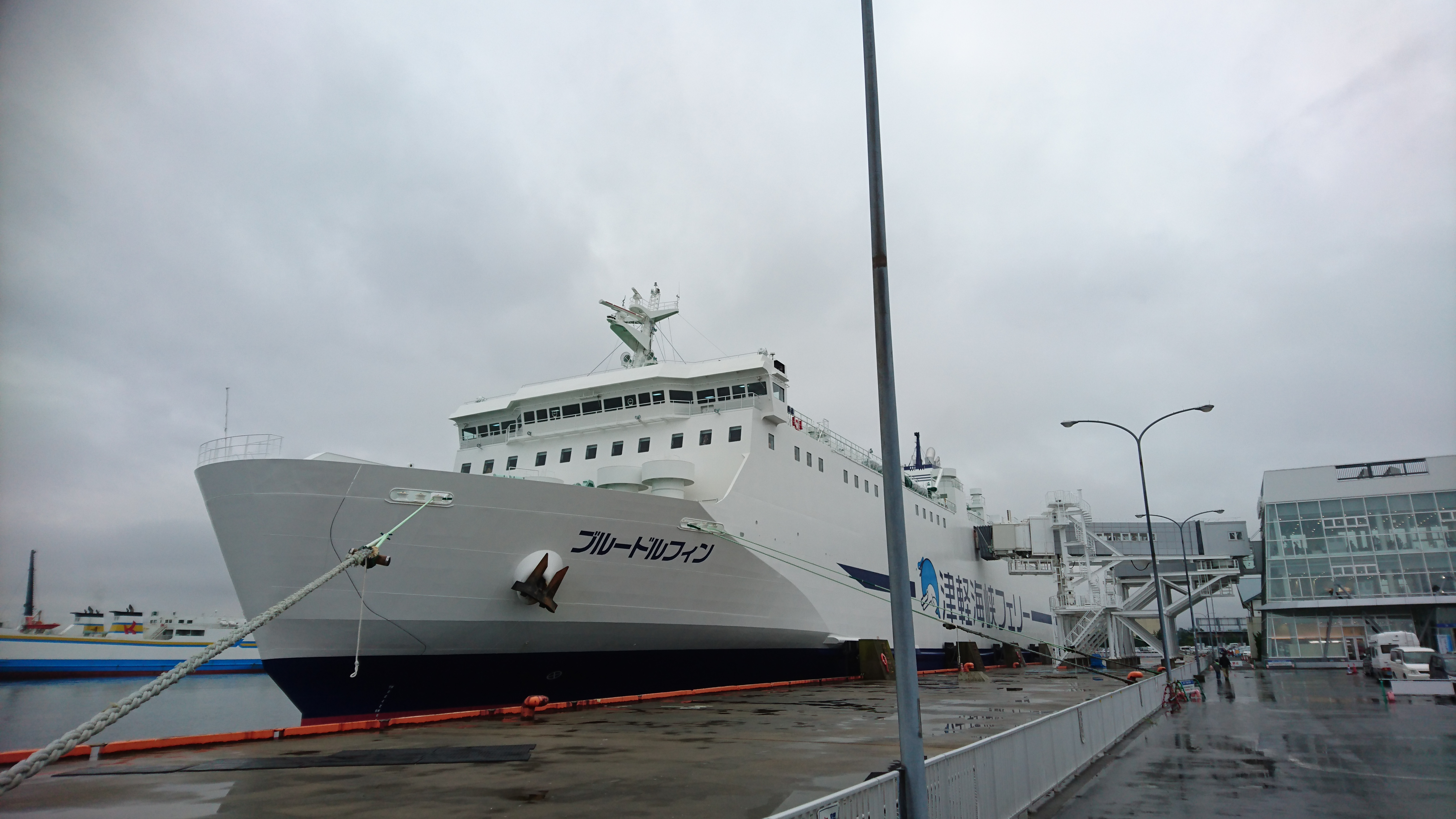
ブルードルフィン（2代目） - 青森港

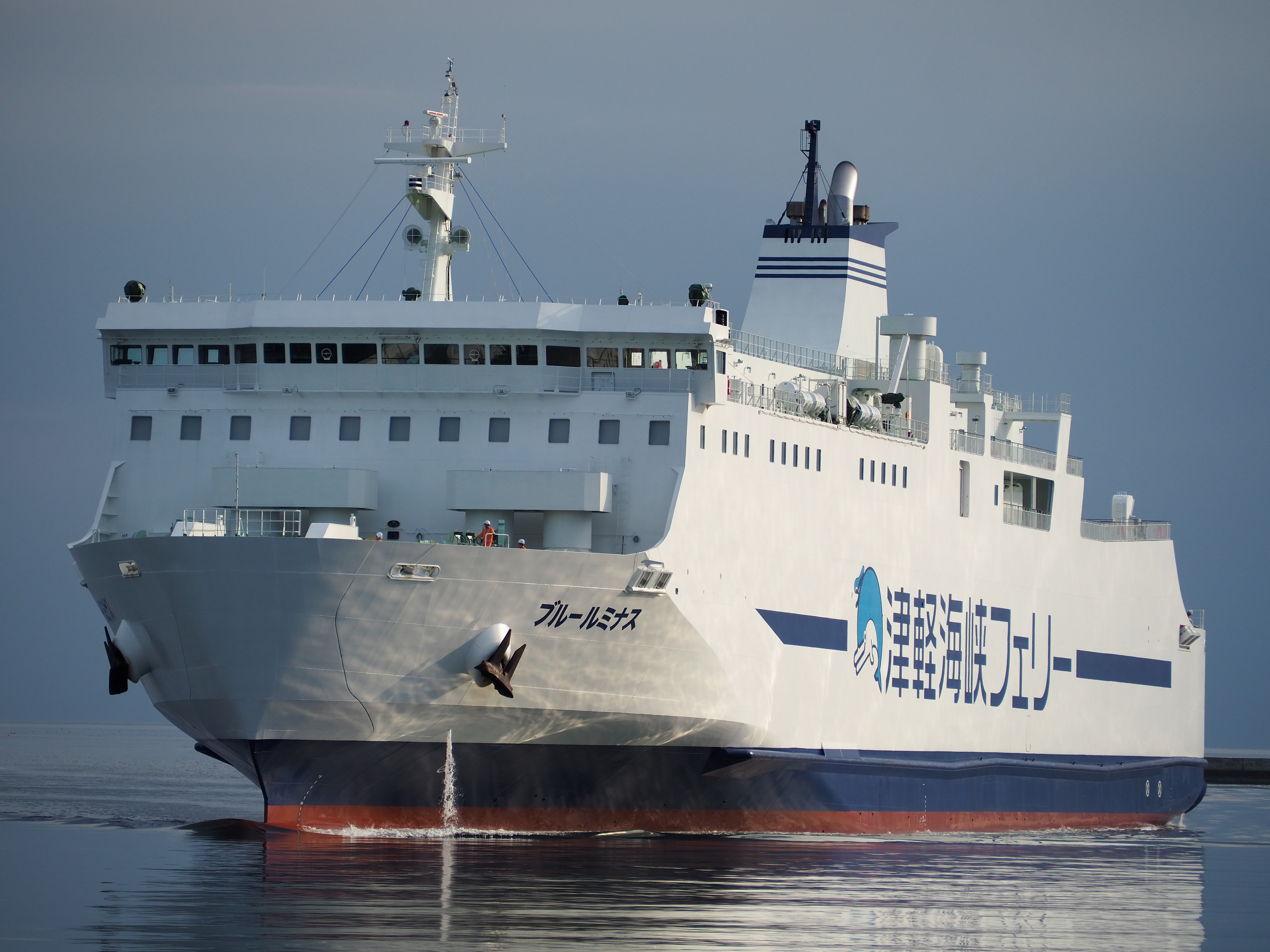
ブルールミナス - 青森港

### 運航中の船舶
大函丸（函館 - 大間航路、船籍港：大間町）
1,912総トン。全長91m、航海速力18ノット。2013年4月18日より「ばあゆ」の代替として就航。
旅客定員478名。車両積載数：トラック21台（または乗用車60台）内海造船瀬戸田工場建造。
船名の由来は、1964年に日本初の外洋フェリーとして同航路に就航した「大函丸」(当時の読みは「たいかんまる」)より。
ブルーマーメイド（Blue Mermaid、室蘭 - 青森航路、船籍港：函館市）
8,860総トン。全長144m、航海速力20ノット。2014年4月16日より「びるご」の代替として就航。
旅客定員583名。車両積載数：トラック71台（または乗用車230台）内海造船瀬戸田工場建造。
当初は函館 - 青森航路で運航、2023年10月より室蘭 - 青森航路に転属。
船名の由来は童話に登場する「マーメイド」に、カジュアルクルーズフェリーの始まりである「ブルードルフィン」の呼称を引き継ぎ、かつ企業カラーの「ブルー」を組み合わせたものである。
ブルードルフィン （Blue Dolphin(2代目) 、函館 - 青森航路、船籍港：青森市）
8,850総トン。全長144.12m、航海速力20ノット。2016年6月4日進水、10月11日就航。
旅客定員583名。車両積載数：12mトラック70台、8mトラック1台、乗用車30台。内海造船瀬戸田工場建造。
船名の由来は、津軽海峡フェリーのコーポレートカラーである「ブルー」と、4月から5月にかけて津軽海峡で見ることができ、同社のロゴマークのモチーフにもなっている「イルカ」より。
ブルーハピネス （Blue Happiness、函館 - 青森航路、船籍港：函館市）
8,851総トン。全長144.12m、航海速力20ノット。2016年9月28日進水、2017年3月11日より「びなす」の代船として就航。
旅客定員583名。車両積載数：12mトラック70台、8mトラック1台、乗用車30台。内海造船瀬戸田工場建造。
ブルーグレイス（Blue Grace、室蘭 - 青森航路）
約8,897総トン。全長約144m、航海速力18.9ノット。2025年3月27日進水、8月8日就航。
旅客定員422名。車両積載数：トラック65台または乗用車230台。内海造船瀬戸田工場建造。

### 過去に運航していた船舶

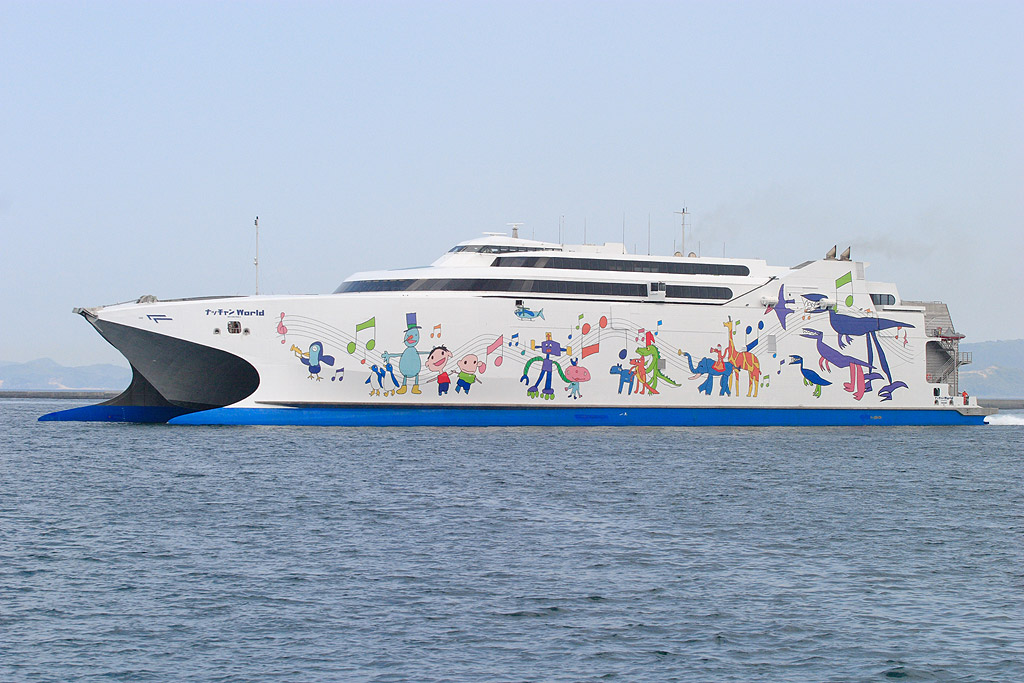
ナッチャンWorld - 青森港

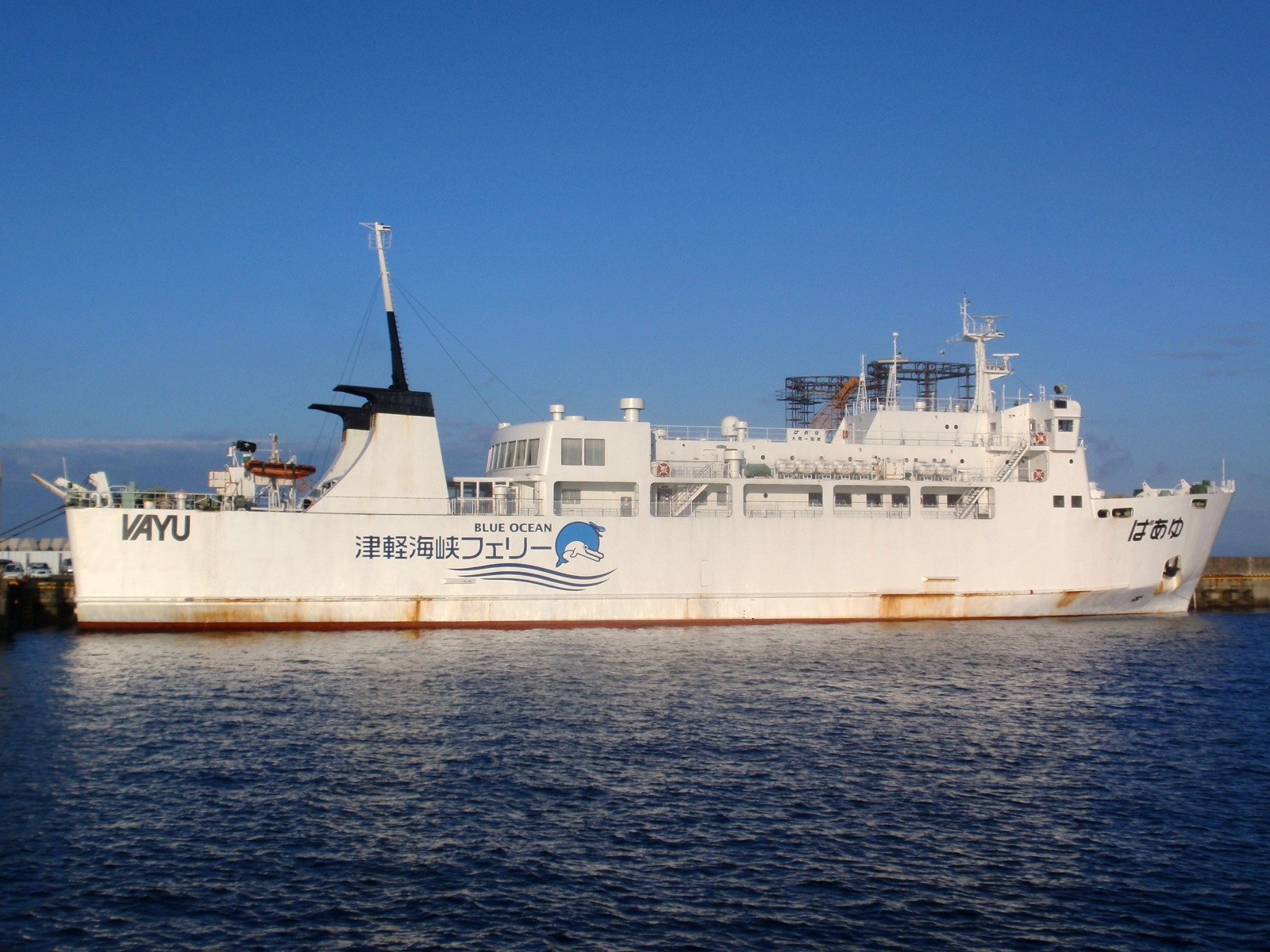
ばあゆ

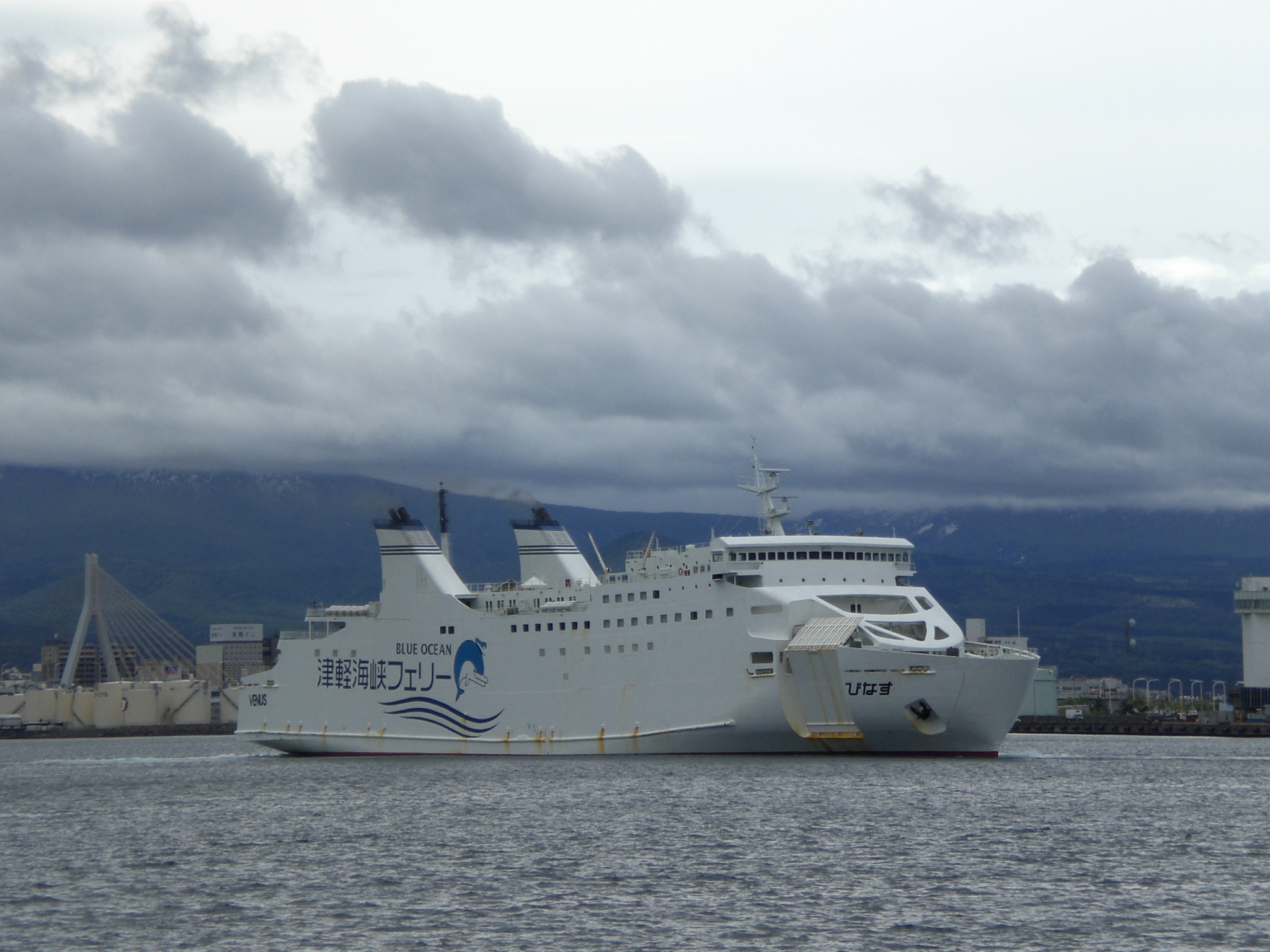
びなす（2代目） - 青森港

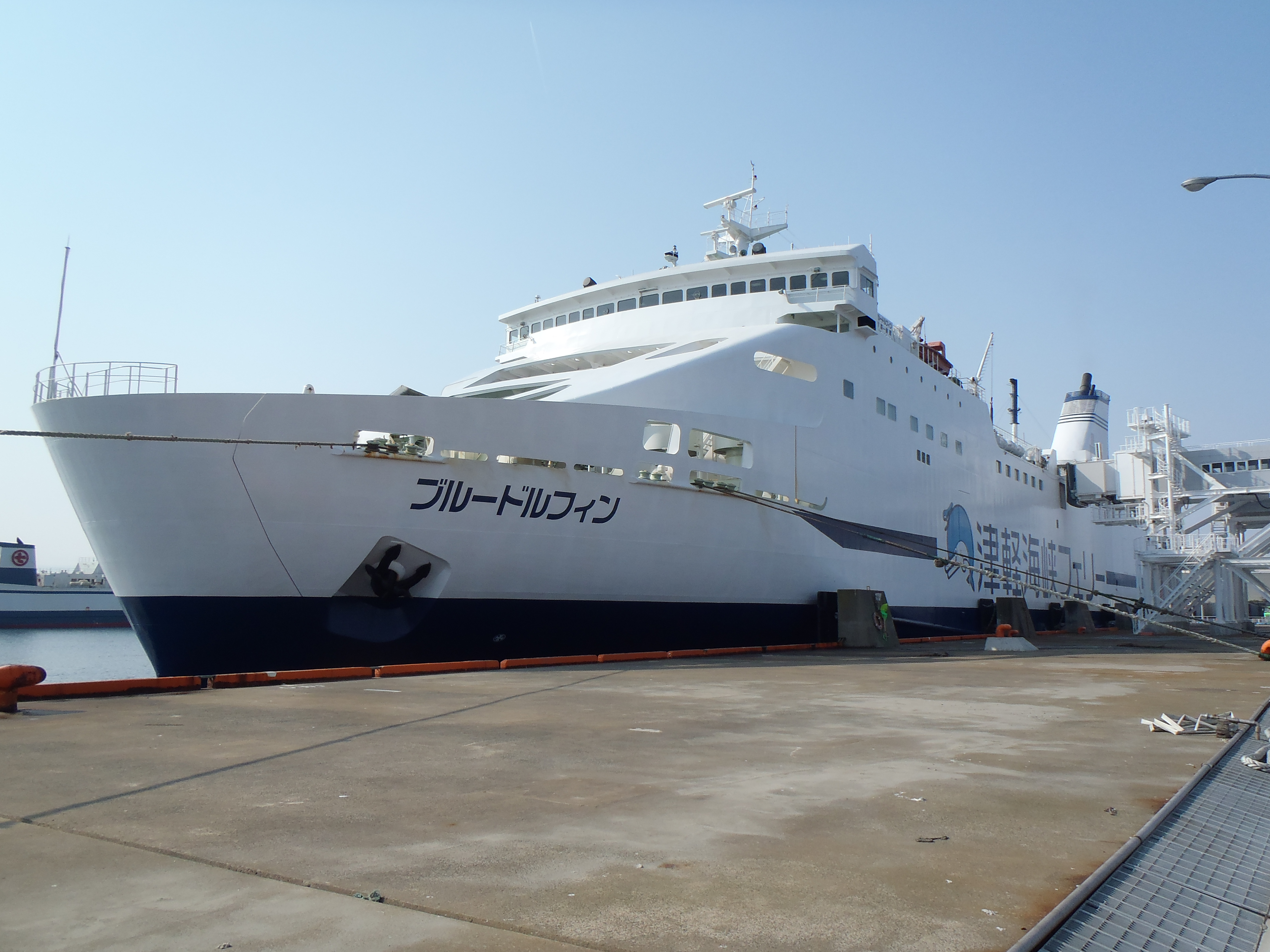
ブルードルフィン（初代） - 青森港

※航路継承前に東日本フェリーで運航され引退した船舶については、東日本フェリー#船舶を参照。
- 恵山丸

699総トン、全長77.9m、航海速力16ノット、出力4,000馬力、車両積載数：トラック32台、旅客定員12名。大成造船建造。
1972年から1985年に就航。「第五恵山丸」就航に伴い引退。
- 第三恵山丸

999総トン、全長97.6m、航海速力18ノット、旅客定員12名、出力8,400馬力、車両積載数：大型車34台。本田造船建造。
1979年から1988年に就航。「えさん」就航に伴い引退。
- 第五恵山丸

1,734総トン。全長98.5m。車両積載数：トラック42台、ドライバー定員20名、内海造船瀬戸田工場建造。
1985年から2000年に就航。「えさん2000」就航に伴い引退。
- ばにあ（VANIR、函館 - 青森航路に就航。船籍港：函館）

5,193総トン。全長126.2m、航海速力20.9ノット。1984年7月から2008年12月5日に就航。
旅客定員520名。車両積載数：トラック98台、乗用車15台。内海造船瀬戸田工場建造。
船名の由来は、北欧神話のヴァン神族（豊穣と平和をつかさどる神）より。
2008年12月までは東日本フェリーで運航されていた。同年12月5日朝便をもって引退。しばらくは函館市の港町埠頭に係船されていたが、「PT. Jemla Ferry」（インドネシア）に売却され、「JAGANTARA」として就航。
- えさん（Esan、函館 - 青森航路に就航、船籍港：函館）

1,998総トン。全長104m、航海速力19ノット。1988年10月1日から2010年7月11日に就航。
旅客定員78名。車両積載数：トラック25台（または乗用車70台）内海造船瀬戸田工場建造。
船名の由来は、函館市にある活火山「恵山」より由来。
「ブルードルフィン」就航に伴い引退。フィリピンのセブフェリーに売却され大幅改造のうえ、「CEBU FERRY 3」として就航している。
- ばあゆ（VAYU、函館 - 大間航路に就航、船籍港：函館）

1,529総トン。全長83.4m、航海速力16.3ノット。1988年6月から2013年4月5日まで就航。
旅客定員470名。車両積載数：トラック15台（または乗用車60台）内海造船瀬戸田工場建造。
船名の由来は、インド神話のヴァーユ（風の神）より。「大函丸」就航に伴い引退。しばらくは函館市の西埠頭に係船されていたが、インドネシアに売却され、「SMS MULAWARMAN」として就航。
- びるご（2代目）（VIRGO、函館 - 青森航路に就航、船籍港：函館）

6,706総トン。全長134.6m、航海速力20ノット。1990年9月、東日本フェリーで就航。2008年12月より当社で運航。2014年4月15日に「ブルーマーメイド」と入れ替わる形で引退。その後は函館市の万代埠頭に係船されていたが、インドネシアに売却され、「VIRGO 18」として就航。
旅客定員580名。車両積載数：トラック65台（または乗用車200台）三菱重工業下関造船所建造。
船名の由来は、和名：おとめ座にあたる名称。なお、新旧運航会社の公式サイトでは「王ゼウスと女神テミスの間に生まれた清純な女神の名前」とされている
- ナッチャンWorld（Natchan World、函館 - 青森航路に就航、船籍港：青森）

10,712総トン。全長112m、航海速力約36ノット（満載時）。2008年5月2日、東日本フェリーで就航。2009 - 12年夏季に臨時運航。
インキャット社（オーストラリア）ホバート造船所建造。
船名の由来は姉妹船のナッチャンReraから「ナッチャン」の呼称が引き継がれるとともに、世界中から集まった仲間たちがパレードするという船体イラストイメージから、「World」（ワールド）を合わせたもの。
2014年度に防衛省が輸送船として借り上げ、2016年に高速マリン・トランスポートに移管、2018年より有事以外にはイベントスペースやチャータークルーズに利用可能な観光船として使用。
- えさん2000（Esan2000、函館 - 青森航路に就航、船籍港：函館）

2,367総トン。全長110.3m、航海速力17.5ノット。2000年10月就航。2017年2月2日引退。
旅客定員78名。車両積載数：トラック30台（または乗用車70台）三菱重工業下関造船所建造。
船名の由来は、「えさん」は函館市にある活火山「恵山（アイヌ語「イエサン」にちなんで付けられた）」より、「2000」は2000年に就航したことから命名された。
同社の在籍船舶で唯一「特定便（危険物積載車輌指定便）」対象船舶となっていた。引退後は函館港内を転々とした後インドネシアに売却され、「MUTIARA FERINDO 5」として就航。
- びなす（2代目）（VENUS、函館 - 青森航路に就航、船籍港：室蘭）

7,198総トン。全長136.6m、航海速力20ノット。1995年、東日本フェリーで就航。2008年12月より当社で運航。
旅客定員800名。車両積載数：トラック65台（または乗用車200台）三菱重工業下関造船所建造。
船名の由来は、ギリシャ神話のアプロディーテー（美の女神、名称はローマ神話由来のウェヌス）より。
2016年度、2隻の新造船就航計画に伴いブルーハピネスが就航、その入れ替わりで引退。その後は函館市の万代埠頭に係船されていたが、インドネシアに売却され、「ATHAYA」として就航。
- ブルードルフィン（初代）→ブルードルフィン2（Blue Dolphin/Blue Dolphin 2、函館 - 青森航路、船籍港：青森）[39][40]

7,003総トン。全長136.6m、航海速力20ノット。1994年に建造され、「ほるす」として青森と室蘭を結ぶ航路などに就航。2008年、「パンスター・ハニー」として韓国の釜山と日本の大阪・金沢を結ぶ航路に就航。2010年7月17日「ブルードルフィン」として青函航路に復帰、2016年10月28日に一時引退し2017年2月2日より復帰。2020年5月22日引退。その後は函館どつくに係船されていたが、タイに売却され、「THE BLUE DOLPHIN」として就航。
旅客定員586名。車両積載数：トラック65台（または乗用車200台）。三菱重工業下関造船所建造。
ドッグルームおよび定期旅客船では日本初となるドッグバルコニーを備えるカジュアルクルーズフェリー。
- ブルールミナス（Blue Luminous、函館 - 青森航路、船籍港：青森市）[41]

8,828総トン。全長144.13m、航海速力20ノット。2020年1月11日進水、2020年6月9日より「ブルードルフィン2」の代船として就航。
旅客定員583名。車両積載数：12mトラック70台、8mトラック1台、乗用車30台。内海造船瀬戸田工場建造。
2025年8月に引退、防衛省のPFI用船船舶に転用予定。

## 本社・事業所
- 本社・函館支店 - 北海道函館市港町3-19-2（津軽海峡フェリー函館港フェリーターミナル事務所棟内）
- 青森支店 - 青森県青森市沖館2-12-1 （津軽海峡フェリー青森港フェリーターミナル内）
- 大間支店 - 青森県下北郡大間町大字大間字根田内10番地
- 室蘭支店 - 北海道室蘭市入江町1-50（室蘭港フェリーターミナル内）
- 札幌営業所 - 北海道北広島市大曲工業団地5-3-2 3F（ネクスト本社ビル内）
- 青森営業所 - 青森県青森市長島2-10-4 ヤマウビル1F
- 東京営業所 - 東京都千代田区霞が関3-2-5 霞が関ビルディング31F

## 登場作品
映画
- 『糸』（瀬々敬久監督作品・2020年）
- 『風が通り抜ける道』（田中壱征監督作品・2024年）

ドラマ
- 『津軽海峡ミステリー航路8』（2009年・道南自動車フェリー時代）

## 広報・宣伝
- 北海道放送（HBCテレビ）の日曜13:54 - 14:00・木曜22:54 - 23:00枠天気予報でスポンサーを務めている。
- かつては、ラジオ番組『サタデー夢ラジオ』（青森放送）内における「交通情報」（9時20分頃から放送）内で、空席情報を告知していた。

## 他の公共交通機関との接続

### 高速バス
高速バスと函館 - 青森航路のセット割引切符として、以下の切符を設定している。
- 盛岡・函館きっぷ（函館港フェリーターミナル - 盛岡駅西口）
- 東京・函館きっぷ（函館港フェリーターミナル - 東京駅前/上野駅前）
- 東京フェリっと函館（函館港フェリーターミナル - さいたま新都心駅/バスタ新宿/東京ディズニーシー）

利用可能バス
- 盛岡・函館きっぷ：弘南バス・岩手県北自動車「あすなろ号」（青森港フェリーターミナル - 盛岡駅西口）
- 東京・函館きっぷ
  - 弘南バス「津輕号」（青森港フェリーターミナル - バスタ新宿・東京駅）
  - 弘南バス「パンダ号」（青森港フェリーターミナル - 上野駅）
- 東京フェリっと函館：南部バス「MEX青森」（青森港フェリーターミナル - さいたま新都心バスターミナル・バスタ新宿・東京ディズニーシーバスターミナルサウス）

### 鉄道
- 青い森鉄道線八戸駅・三沢駅・野辺地駅・浅虫温泉駅の各駅から青森駅間の青い森鉄道線乗車券と津軽海峡フェリー乗船券がセットになった「海峡ゆったどきっぷ」[45]を設定している。
  - 発売は青い森鉄道の駅では利用日の1か月前からだが、函館の津軽海峡フェリー窓口では利用当日のみとなる。また、青森駅⇔青森港フェリー埠頭間のバス等の運賃・料金は含まない。

### 過去の設定
- まさかり海遊きっぷ - 函館-大間航路とシィライン佐井-青森航路の各片道券と下北交通バスむつバスターミナル-佐井間3日間フリーパスをセットとした割引切符。2021年から毎年4月-10月に設定、シィラインの航路廃止に伴い2022年度をもって終了。
- 津軽海峡物語（札幌駅前バスターミナル - 青森港フェリーターミナル） - 函館-青森航路と北海道中央バス・北都交通・函館バス「高速はこだて号」（札幌駅前バスターミナル - JR函館駅前）・函館帝産バス「津軽海峡フェリーシャトルバス」（JR函館駅前 - 函館港フェリーターミナル）とのセットプラン。2023年廃止。